# Perilasius brunneus
Perilasius brunneus är en skalbaggsart som beskrevs av Franz 1954. Perilasius brunneus ingår i släktet Perilasius och familjen långhorningar.
Artens utbredningsområde är El Salvador. Inga underarter finns listade i Catalogue of Life.